# 1982년 12월
| 1982년: 1월 · 2월 · 3월 · 4월 · 5월 · 6월 · 7월 · 8월 · 9월 · 10월 · 11월 · 12월 |

포털:요즘 화제/달력/1982년 12월